# Villamartín de Don Sancho
Villamartín de Don Sancho – gmina w Hiszpanii, w prowincji León, w Kastylii i León, o powierzchni 31,66 km². W 2011 roku gmina liczyła 157 mieszkańców.